# FC Dordrecht
Der FC Dordrecht ist ein niederländischer Fußballverein aus Dordrecht.

## Geschichte
Der Verein wurde am 16. August 1883 als DFC (Dordrechtsche Football Club) gegründet. 1914 und 1932 gewann der Verein den KNVB-Pokal. 1972 spaltete sich eine Profi-Abteilung ab unter dem Namen FC Dordrecht. Zwischen 1979 und 2002 erlebte der Verein zahlreiche Namenswechsel. Er spielte meist in der Eerste Divisie, stieg aber mehrfach auch in die Eredivisie auf, zuletzt 2014 nach 19 Jahren. Es folgte der direkte Wiederabstieg als Tabellenletzter.

## Vereinsnamen
- 1883: Dordrechtsche FC
- 1972: FC Dordrecht
- 1979: Drecht Steden '79
- 1990: FC Dordrecht '90
- 1991: SVV/Dordrecht '90 (Fusion mit SSV BW Schiedam)
- 1992: FC Dordrecht '90 (Lösung der Fusion)
- 2002: FC Dordrecht

## Kader der Saison 2024/25
Stand: 3. März 2025
| Nr. |                    | Position | Name              |
| --- | ------------------ | -------- | ----------------- |
| 2   | Italien            | AB       | Lorenzo Codutti   |
| 3   | Niederlande        | AB       | Sem Valk          |
| 4   | Togo               | AB       | Augustin Drakpe   |
| 5   | Vereinigte Staaten | AB       | John Hilton       |
| 6   | Niederlande        | MF       | Daniel van Vianen |
| 7   | Niederlande        | ST       | Vieiri Kotzebue   |
| 8   | Italien            | MF       | Gabriele Parlanti |
| 9   | Niederlande        | ST       | Devin Haen        |
| 10  | Niederlande        | MF       | Jari Schuurman    |
| 11  | Vereinigte Staaten | ST       | Joshua Pynadath   |
| 12  | Niederlande        | AB       | Chiel Olde Keizer |
| 12  | Niederlande        | MF       | Kwame Tabiri      |
| 13  | Niederlande        | TW       | Tijn Baltussen    |
| 15  | Gabun              | AB       | Yannis M’Bemba    |
| 16  | Schweiz            | AB       | Léo Seydoux       |

| Nr. |                    | Position | Name                  |
| --- | ------------------ | -------- | --------------------- |
| 17  | Niederlande        | AB       | Reda Akmum            |
| 18  | Niederlande        | MF       | Ben Scholte           |
| 19  | Deutschland        | ST       | Tom Sanne             |
| 20  | Niederlande        | MF       | Joep van der Sluijs   |
| 21  | Vereinigte Staaten | MF       | Lawson Sunderland     |
| 22  | Belgien            | ST       | Joseph Amuzu          |
| 23  | Niederlande        | ST       | Marouane Afaker       |
| 24  | Brasilien          | MF       | Igor da Silva         |
| 27  | Schweden           | ST       | Jayson Ezeb           |
| 28  | Niederlande        | ST       | Jaden Slory           |
| 29  | Osterreich         | ST       | Rene Kriwak           |
| 31  | Lettland           | TW       | Vladislavs Razumejevs |
| 63  | Guinea-Bissau      | TW       | Celton Biai           |
|     | Niederlande        | TW       | Mannou Berger         |

## Ehemalige Spieler
- Arie Bijvoet
- Jacques Johannes Bouvy
- Robin Gosens
- Rick Hoogendorp
- Kees Mijnders
- Rogier Molhoek
- Ibad Muhamadu
- Johan Plat
- Maceo Rigters
- Adri van Tiggelen
- William Troost-Ekong
- Willy de Vos
- Jaap van der Wiel

## Ehemalige Trainer
- Jimmy Hogan
- Billy Hunter
- Theo Bos
- Árpád Weisz